# Distretto di Çerkezköy

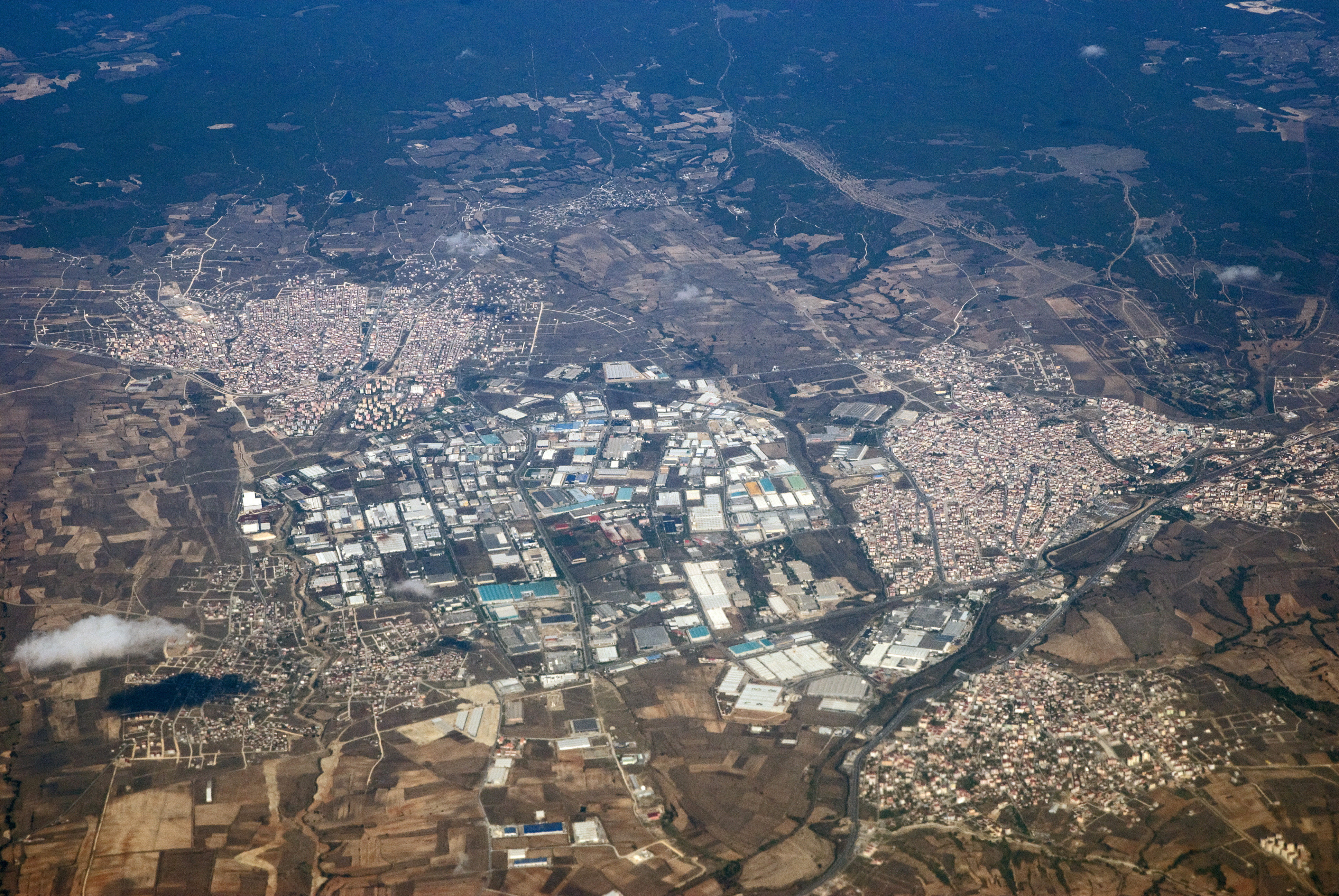
Aerial view of Çerkezköy

Il distretto di Çerkezköy è uno dei distretti della provincia di Tekirdağ, in Turchia.